# جامعة بريتاني الغربية
جامعة بريتاني الغربية (بالفرنسية: Université de Bretagne Occidentale)‏ هي جامعة متعددة الاختصاصات تجمع بين عدة مدن من البريتاني : بريست وكامبير ورين وسانت بريوك وفان.
يقصدها 20000 طالب.

## وصلات خارجية
- الموقع الرسمي للجامعة (فرنسية)